# 감성세대
《감성세대》(感性世代)은 대한민국의 EBS1에서 1996년 9월 7일부터 1998년 2월 27일까지 방영한 청소년 드라마이다.

## 출연진

### 학생
- 유병희
- 김종필
- 김미ㅡ 비류백제 사람
- 박지훈
- 박미선
- 손무 (1화 ~ 42화)
- 김주희 (1화 ~ 24화, 27화 ~ )
- 김동준
- 송윤호
- 아 ㅋ 효리[1][2] (1화 ~ 4화) ㅋ ㅋ
- 박루시아 (19화, 25화 ~ )
- 전유경 (1화 ~ 39화, 48화)
- 노정명 (1화 ~ 33화)
- 신혜선
- 임채홍
- 나혜선
- 정승혜 (39화 ~ )
- 조형균
- 박태성
- 송경화 (59화 ~ )
- 전신애
- 강형구 (1화 ~ 32화, 62화 ~)
- 김우선
- 최희연 - 후반 한희수 역 (1화 ~ 24화, 61화 ~)
- 박소희 (25화 ~ 38화)
- 이주훈 (24화 ~ 34화)
- 박근형 (25화 ~ 33화, 40화 ~ 42화)
- 김만철 (1화 ~ 24화)
- 권지혜 (6화 ~ 24화, 69화)
- 임은진 (1화 ~ 16화)ㅡ병희의 첫사랑
- 허미희 (1화 ~ 16화)
- 박희준 (25화 ~ 45화)
- 곽유림
- 홍성룡
- 여민구
- 박재현
- 김종학
- 문창환
- 이세웅
- 김민우
- 강기화 : 다현 역
- 길정화

### 교사
- 정태섭 - 교장 역
- 주호성 - 황선생 역
- 박진성 - 2학년 담임교사 역
- 김승환 - 3학년 담임교사 역
- 정재은 - 수학교사 역
- 이주경 - 음악교사 역
- 조현숙 - 음악교사 역
- 강인덕 - 주임교사 역
- 이지형 - 기술교사 역
- 이세창 - 미술교생 한진웅 역
- 김나운 - 양호선생 역
- 박종설 - 수위(경비원) 역

### 학생 가족
- 장용 - 병희 부 역
- 이상숙 - 병희 모 역
- 유지연 → 이인혜 - 병희 누나 유민희 역
- 정범우 → 정광성 - 병희 동생 유정희 역
- 김혜옥 - 미선 모 역
- 이종남 - 진이 모 역
- 안소연 - 지훈 모 역
- 이숙 - 종필 모 역
- 양재성 - 유경 부 역
- 윤초희 - 유경 모 역
- 신복숙 - 신혜선 모 역
- 강미 - 나혜선 모 역
- 신귀식 - 루시아 부 역
- 김용선 - 루시아 모 역
- 조재훈 - 형균 부 역
- 김은영 - 형균 모 역
- 남윤정 - 정명 모 역
- 김일란 - 형구 모 역
- 봉혜선 - 태성 모 역
- 김명희 - 채홍 모 역
- 서영애 - 경화 모 역
- 김창봉 - 경화 부 역
- 강주형 - 병희 고종 사촌 영주 역 (3화, 14화~24화, 42화, 72화)

### 게스트
- 고용화 (18화, 27화, 31화, 53화)
- 서보경
- 라윤경
- 류덕환
- 연규진
- 이미경
- 국정환 - 손무 부 역
- 배영옥
- 이경순
- 정태섭
- 이훈희
- 정동남
- 유준석
- 김상이
- 정진강
- 이영준
- 신승철
- 이연경
- 류시현
- 정태우
- 김홍석 - 감독님 역

## 같이 보기
- 내일 - 후속작